# Пирин-Текс
„Пирин-Текс“ ЕООД е предприятие за производство на облекло в град Гоце Делчев, България.

## История
Създадено през 1993 година, то е собственост и основна производствена база на германското „Ролман и Партнер Фешън Мениджмънт“. Произвежда различни видове облекло, като якета, панталони, ризи, блузи и цели костюми. Предприятието е едно от най-големите в област Благоевград и в текстилния сектор в България, като в определени периоди броят на заетите достига 2700 души.
Дружеството притежава международни сертификати за качество и устойчивост, включително:
- ISO 9001:2015 – система за управление на качеството

- ISO 14001:2015 – система за управление на околната среда

- OEKO-TEX® Standard 100 – сертифициран текстил без вредни вещества

- Amfori BSCI – социален одит за етични и отговорни бизнес практики.